# Abraham Oppenheim
Pour les autres membres de la famille, voir Famille Oppenheim.
Le baron Abraham von Oppenheim (24 mai 1804, Cologne - 9 octobre 1878) est un banquier et mécène allemand.

## Biographie
Fils de Salomon Oppenheim, fondateur de la banque Sal. Oppenheim, il rejoint la banque familiale en 1821.
En 1826, son père donne à Abraham et à son frère Simon un pouvoir général sur l'activité bancaire, et, deux ans plus tard, Abraham devient associé de la banque. Les deux frères développent grandement la banque qui devient une des plus importantes banques privées.
Il fonde la Darmstädter Bank für Handel und Industrie en 1853.
Abraham épouse en 1834 Charlotte Beyfus (de), fille de Siegmund Leopold Beyfus (de) et petite-fille de Mayer Amschel Rothschild.
Abraham Oppenheim joua un rôle important dans le financement des chemins de fer, de l'assurance industrielle et de l'industrie allemande.
Il conseille, avec Gerson von Bleichröder, au roi de Prusse de financer la Guerre austro-prussienne de 1866 par un emprunt d'État. Le roi refusa cette option au profit d'une privatisation des mines appartenant à l'État dans la Sarre.
En 1885, il est créé baron et est admis dans le cercle de l'empereur Guillaume Ier.